# Tour des Flandres 2010
La 94e édition du Tour des Flandres s'est déroulée le 4 avril 2010. La victoire est revenue en solitaire au Suisse Fabian Cancellara. Il devance deux coureurs belges, Tom Boonen et Philippe Gilbert.

## Présentation

### Parcours
La course est longue de 262 km. Le départ est donné à Bruges et la ligne d'arrivée est située à Meerbeke. Le parcours comprend 15 côtés et 24 secteurs pavés.

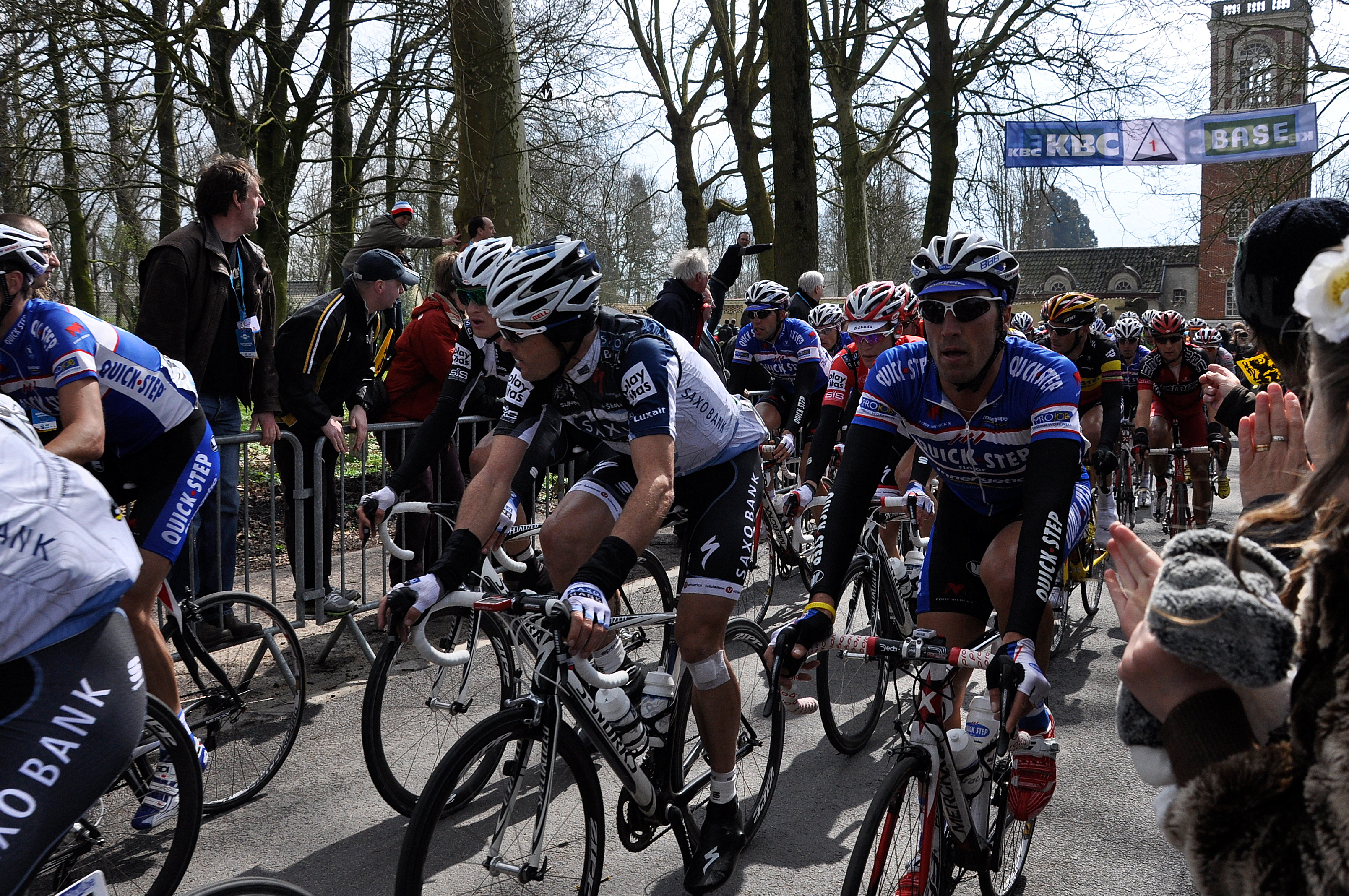
Le peloton lors de son passage du Den Ast.

- Den Ast km 131
- Mont de l'Enclus km 165
- Côte de Trieu km 172
- Vieux Quaremont km 179
- Paterberg km 183
- Koppenberg km 189
- Steenbeekdries km 195
- Taaienberg km 197
- Eikenberg km 202
- Molenberg km 217
- Leberg km 224
- Berendries km 229
- Tenbosse km 236
- Mur de Grammont[2] km 246
- Bosberg km 250

### Équipes
La liste des 25 équipes participant à ce Tour des Flandres a été annoncée par les organisateurs le 17 mars. Elle comprend les 18 équipes ProTour et 7 équipes continentales professionnelles bénéficiant d'une wildcard :
| ProTeams (18)- Quick Step - AG2R La Mondiale - Astana - Caisse d'Épargne - Euskaltel-Euskadi - Footon-Servetto - La Française des jeux - Lampre-Farnese Vini - Liquigas-Doimo - Omega Pharma-Lotto - Rabobank - Sky - Garmin-Transitions - HTC-Columbia - Katusha - Team Milram - Team RadioShack - Saxo Bank Équipes continentales professionnelles (7)- Bbox Bouygues Télécom - BMC Racing Team - Cervélo TestTeam - Landbouwkrediet - Skil-Shimano - Topsport Vlaanderen-Mercator - Vacansoleil |
| |

L'équipe Cofidis a exprimé sa déception de ne pas être invitée. C'est la première fois depuis sa création en 1997 que cette équipe ne participe pas au Tour des Flandres.

### Favoris
Tom Boonen (Quick Step) était le grand favoris de la course, pour essayer de remporter un troisième Tour des Flandres. Ses 2 plus gros adversaires étaient Fabian Cancellara (Team Saxo Bank) et Stijn Devolder (Quick Step).

## Déroulement
Fabian Cancellara (Team Saxo Bank) attaque dans le Molenberg à 44 kilomètres de l'arrivée. Seul Tom Boonen (Quick Step) parvient à le suivre. Alors que l'écart est d'une vingtaine de secondes sur un groupe de poursuivants, David Millar (Garmin-Transitions) part en contre-attaque. Il est rapidement rejoint par les Belges Philippe Gilbert et Björn Leukemans.
Dans le mur de Grammont, Cancellara distance Boonen, alors que le duo, qui a lâché David Millar de poursuivants est à plus de 40 secondes. Le Groupe Devolder est lui rejoint par Sylvain Chavanel, Sergueï Ivanov, Alessandro Ballan, Lance Armstrong et 4 autres coureurs. Fabian Cancellara prend assez vite un avantage de 30 secondes sur Boonen. Il s'impose finalement en solitaire à Meerbeke. Il devient le deuxième Suisse à inscrire son nom au palmarès, 87 ans après Henri Suter.

## Classements

### Classement final
| \| Classement général \| Classement général \| Classement général \| Classement général \| Classement général \| \| Coureur \| Coureur \| Pays \| Équipe \| Temps \| \| ------------------ \| ------------------ \| ------------------ \| --------------------- \| ------------------ \| \| 1er \| Fabian Cancellara \| Suisse \| Saxo Bank \| 6 h 25 min 56 s \| \| 2e \| Tom Boonen \| Belgique \| Quick Step \| + 1 min 15 s \| \| 3e \| Philippe Gilbert \| Belgique \| Omega Pharma-Lotto \| + 2 min 11 s \| \| 4e \| Björn Leukemans \| Belgique \| Vacansoleil \| + 2 min 15 s \| \| 5e \| Tyler Farrar \| États-Unis \| Garmin-Transitions \| + 2 min 35 s \| \| 6e \| George Hincapie \| États-Unis \| BMC Racing Team \| + 2 min 35 s \| \| 7e \| Roger Hammond \| Royaume-Uni \| Cervélo TestTeam \| + 2 min 35 s \| \| 8e \| Maxim Iglinskiy \| Kazakhstan \| Astana \| + 2 min 35 s \| \| 9e \| Danilo Hondo \| Allemagne \| Lampre-Farnese Vini \| + 2 min 35 s \| \| 10e \| William Bonnet \| France \| BBox Bouygues Telecom \| + 2 min 35 s \| \| 11e \| Johnny Hoogerland \| Pays-Bas \| Vacansoleil \| + 2 min 35 s \| \| 12e \| Stijn Vandenbergh \| Belgique \| Katusha \| + 2 min 35 s \| \| 13e \| Mathew Hayman \| Australie \| Team Sky \| + 2 min 35 s \| \| 14e \| Lloyd Mondory \| France \| AG2R La Mondiale \| + 2 min 35 s \| \| 15e \| Matti Breschel \| Danemark \| Saxo Bank \| + 2 min 35 s \| \| 16e \| Bernhard Eisel \| Autriche \| HTC-Columbia \| + 2 min 35 s \| \| 17e \| Steve Chainel \| France \| BBox Bouygues Telecom \| + 2 min 35 s \| \| 18e \| Frédéric Guesdon \| France \| La Française des jeux \| + 2 min 35 s \| \| 19e \| Maarten Wynants \| Belgique \| Quick Step \| + 2 min 35 s \| \| 20e \| Marcus Burghardt \| Allemagne \| BMC Racing Team \| + 2 min 35 s \| |                   |             |                       |                 |
| |                   |             |                       |                 |
| |                   |             |                       |                 |
| Classement général |                   |             |                       |                 |
| Coureur | Coureur           | Pays        | Équipe                | Temps           |
| 1er | Fabian Cancellara | Suisse      | Saxo Bank             | 6 h 25 min 56 s |
| 2e | Tom Boonen        | Belgique    | Quick Step            | + 1 min 15 s    |
| 3e | Philippe Gilbert  | Belgique    | Omega Pharma-Lotto    | + 2 min 11 s    |
| 4e | Björn Leukemans   | Belgique    | Vacansoleil           | + 2 min 15 s    |
| 5e | Tyler Farrar      | États-Unis  | Garmin-Transitions    | + 2 min 35 s    |
| 6e | George Hincapie   | États-Unis  | BMC Racing Team       | + 2 min 35 s    |
| 7e | Roger Hammond     | Royaume-Uni | Cervélo TestTeam      | + 2 min 35 s    |
| 8e | Maxim Iglinskiy   | Kazakhstan  | Astana                | + 2 min 35 s    |
| 9e | Danilo Hondo      | Allemagne   | Lampre-Farnese Vini   | + 2 min 35 s    |
| 10e | William Bonnet    | France      | BBox Bouygues Telecom | + 2 min 35 s    |
| 11e | Johnny Hoogerland | Pays-Bas    | Vacansoleil           | + 2 min 35 s    |
| 12e | Stijn Vandenbergh | Belgique    | Katusha               | + 2 min 35 s    |
| 13e | Mathew Hayman     | Australie   | Team Sky              | + 2 min 35 s    |
| 14e | Lloyd Mondory     | France      | AG2R La Mondiale      | + 2 min 35 s    |
| 15e | Matti Breschel    | Danemark    | Saxo Bank             | + 2 min 35 s    |
| 16e | Bernhard Eisel    | Autriche    | HTC-Columbia          | + 2 min 35 s    |
| 17e | Steve Chainel     | France      | BBox Bouygues Telecom | + 2 min 35 s    |
| 18e | Frédéric Guesdon  | France      | La Française des jeux | + 2 min 35 s    |
| 19e | Maarten Wynants   | Belgique    | Quick Step            | + 2 min 35 s    |
| 20e | Marcus Burghardt  | Allemagne   | BMC Racing Team       | + 2 min 35 s    |

### Classement UCI
La course attribue des points à la Calendrier mondial UCI 2010 selon le barème suivant :
| Position           | 1er | 2e | 3e | 4e | 5e | 6e | 7e | 8e | 9e | 10e |
| Classement général | 100 | 80 | 70 | 60 | 50 | 40 | 30 | 20 | 10 | 4   |

Après cette deuxième épreuve le classement est le suivant :
| #  | Coureur           | Équipe             | Points | Précédent | Evolution     |
| -- | ----------------- | ------------------ | ------ | --------- | ------------- |
| 1  | Luis Léon Sanchez | Caisse d'Epargne   | 222    | 1         | en stagnation |
| 2  | Tom Boonen        | Quick Step         | 166    | ??        | ??            |
| 3  | Joaquim Rodriguez | Katusha            | 142    | 2         | -1            |
| 4  | Philippe Gilbert  | Omega Pharma-Lotto | 130    | ??        | ??            |
| 5  | André Greipel     | HTC-Columbia       | 119    | 3         | -2            |
| 6  | Cadel Evans       | BMC Racing         | 116    | 4         | -2            |
| 6  | Maxim Iglinsky    | Astana             | 116    | ??        | ??            |
| 8  | Stefano Garzelli  | Acqua & Sapone     | 109    | 5         | -3            |
| 9  | Alberto Contador  | Astana             | 107    | 6         | -3            |
| 10 | Oscar Freire      | Rabobank           | 100    | 7         | -3            |

| #  | Équipe             | Points | Précédent | Evolution     |
| -- | ------------------ | ------ | --------- | ------------- |
| 1  | Caisse d'Epargne   | 327    | 1         | en stagnation |
| 2  | HTC-Columbia       | 249    | 2         | en stagnation |
| 3  | Katusha            | 247    | 3         | en stagnation |
| 4  | Astana             | 229    | 4         | en stagnation |
| 5  | Liquigas-Domio     | 210    | 5         | en stagnation |
| 6  | BMC Racing         | 197    | 7         | +1            |
| 7  | Omega Pharma-Lotto | 185    | ??        | ??            |
| 8  | Saxo Bank          | 176    | ??        | ??            |
| 9  | Quick Step         | 172    | ??        | ??            |
| 10 | Rabobank           | 166    | 6         | -4            |

| #  | Pays       | Points | Précédent | Evolution     |
| -- | ---------- | ------ | --------- | ------------- |
| 1  | Espagne    | 670    | 1         | en stagnation |
| 2  | Belgique   | 405    | 4         | +2            |
| 3  | Italie     | 393    | 2         | -1            |
| 4  | Australie  | 284    | 3         | -1            |
| 5  | Allemagne  | 195    | 5         | en stagnation |
| 6  | Pays-Bas   | 151    | 8         | +2            |
| 7  | États-Unis | 143    | ??        | ??            |
| 8  | Kazakhstan | 116    | 7         | -1            |
| 9  | Suisse     | 103    | ??        | ??            |
| 10 | Estonie    | 100    | 6         | -4            |

## Liste des participants
| Quick Step QST | Quick Step QST         | Quick Step QST |
| -------------- | ---------------------- | -------------- |
| Num            | Coureur                | Pos            |
| 1              | Stijn Devolder (BEL)   | 25e            |
| 2              | Tom Boonen (BEL)       | 2e             |
| 3              | Sylvain Chavanel (FRA) | 24e            |
| 4              | Kevin De Weert (BEL)   | 79e            |
| 5              | Kevin Hulsmans (BEL)   | AB             |
| 6              | Matteo Tosatto (ITA)   | 62e            |
| 7              | Carlos Barredo (ESP)   | 52e            |
| 8              | Maarten Wynants (BEL)  | 19e            |

| AG2R La Mondiale ALM | AG2R La Mondiale ALM    | AG2R La Mondiale ALM |
| -------------------- | ----------------------- | -------------------- |
| Num                  | Coureur                 | Pos                  |
| 11                   | Julien Bérard (FRA)     | AB                   |
| 12                   | Ben Gastauer (LUX)      | AB                   |
| 13                   | Kristof Goddaert (BEL)  | AB                   |
| 14                   | Sébastien Hinault (FRA) | 26e                  |
| 15                   | Lloyd Mondory (FRA)     | 14e                  |
| 16                   | Anthony Ravard (FRA)    | AB                   |
| 17                   | Nicolas Rousseau (FRA)  | AB                   |

| Astana AST | Astana AST               | Astana AST |
| ---------- | ------------------------ | ---------- |
| Num        | Coureur                  | Pos        |
| 21         | Scott Davis (AUS)        | AB         |
| 22         | Allan Davis (AUS)        | 65e        |
| 23         | Valeriy Dmitriyev (KAZ)  | AB         |
| 24         | Enrico Gasparotto (ITA)  | AB         |
| 25         | Andriy Grivko (UKR)      | 66e        |
| 26         | Maxim Iglinskiy (KAZ)    | 8e         |
| 27         | Valentin Iglinskiy (KAZ) | AB         |
| 28         | Mirko Selvaggi (ITA)     | 63e        |

| Caisse d'Épargne GCE | Caisse d'Épargne GCE             | Caisse d'Épargne GCE |
| -------------------- | -------------------------------- | -------------------- |
| Num                  | Coureur                          | Pos                  |
| 31                   | Luis Pasamontes (ESP)            | AB                   |
| 32                   | Arnaud Coyot (FRA)               | AB                   |
| 33                   | Mathieu Drujon (FRA)             | AB                   |
| 34                   | Imanol Erviti (ESP)              | AB                   |
| 35                   | Rui Costa (POR)                  | AB                   |
| 36                   | José Iván Gutiérrez (ESP)        | AB                   |
| 37                   | José Vicente García Acosta (ESP) | AB                   |
| 38                   | José Joaquín Rojas (ESP)         | 37e                  |

| Euskaltel-Euskadi EUS | Euskaltel-Euskadi EUS      | Euskaltel-Euskadi EUS |
| --------------------- | -------------------------- | --------------------- |
| Num                   | Coureur                    | Pos                   |
| 41                    | Javier Aramendia (ESP)     | 64e                   |
| 42                    | Sergio de Lis (ESP)        | AB                    |
| 43                    | Jonathan Castroviejo (ESP) | AB                    |
| 44                    | Aitor Galdós (ESP)         | AB                    |
| 45                    | Iñaki Isasi (ESP)          | AB                    |
| 46                    | Gorka Izagirre (ESP)       | AB                    |
| 47                    | Romain Sicard (FRA)        | AB                    |
| 48                    | Pablo Urtasun (ESP)        | AB                    |

| Footon-Servetto FOT | Footon-Servetto FOT             | Footon-Servetto FOT |
| ------------------- | ------------------------------- | ------------------- |
| Num                 | Coureur                         | Pos                 |
| 51                  | Fabio Felline (ITA)             | AB                  |
| 52                  | Ermanno Capelli (ITA)           | AB                  |
| 53                  | Manuel António Cardoso (POR)    | AB                  |
| 54                  | Félix Vidal Celis (ESP)         | AB                  |
| 55                  | Thomas Patrick Faiers (GBR)     | AB                  |
| 56                  | Johnnie Walker (AUS)            | AB                  |
| 57                  | Michele Merlo (ITA)             | AB                  |
| 58                  | David Gutiérrez Gutiérrez (ESP) | AB                  |

| La Française des jeux FDJ | La Française des jeux FDJ | La Française des jeux FDJ |
| ------------------------- | ------------------------- | ------------------------- |
| Num                       | Coureur                   | Pos                       |
| 61                        | Olivier Bonnaire (FRA)    | AB                        |
| 62                        | Sébastien Chavanel (FRA)  | AB                        |
| 63                        | Mikaël Cherel (FRA)       | AB                        |
| 64                        | Anthony Geslin (FRA)      | AB                        |
| 65                        | Frédéric Guesdon (FRA)    | 18e                       |
| 66                        | Yauheni Hutarovich (BLR)  | AB                        |
| 67                        | Matthieu Ladagnous (FRA)  | 51e                       |
| 68                        | Yoann Offredo (FRA)       | 75e                       |

| Lampre-Farnese Vini LAM | Lampre-Farnese Vini LAM | Lampre-Farnese Vini LAM |
| ----------------------- | ----------------------- | ----------------------- |
| Num                     | Coureur                 | Pos                     |
| 71                      | Alfredo Balloni (ITA)   | AB                      |
| 73                      | Marcin Sapa (POL)       | AB                      |
| 74                      | Vitaliy Buts (UKR)      | AB                      |
| 75                      | Mauro Da Dalto (ITA)    | 70e                     |
| 76                      | Danilo Hondo (GER)      | 9e                      |
| 77                      | Mirco Lorenzetto (ITA)  | AB                      |
| 78                      | Simon Špilak (SLO)      | 30e                     |

| Liquigas-Doimo LIQ | Liquigas-Doimo LIQ          | Liquigas-Doimo LIQ |
| ------------------ | --------------------------- | ------------------ |
| Num                | Coureur                     | Pos                |
| 81                 | Daniele Bennati (ITA)       | AB                 |
| 82                 | Tiziano Dall'Antonia (ITA)  | 72e                |
| 83                 | Jacopo Guarnieri (ITA)      | AB                 |
| 84                 | Aliaksandr Kuschynski (BLR) | AB                 |
| 85                 | Daniel Oss (ITA)            | 28e                |
| 86                 | Manuel Quinziato (ITA)      | 48e                |
| 87                 | Fabio Sabatini (ITA)        | 43e                |
| 88                 | Frederik Willems (BEL)      | 47e                |

| Omega Pharma-Lotto OLO | Omega Pharma-Lotto OLO  | Omega Pharma-Lotto OLO |
| ---------------------- | ----------------------- | ---------------------- |
| Num                    | Coureur                 | Pos                    |
| 91                     | Mickaël Delage (FRA)    | AB                     |
| 92                     | Adam Blythe (GBR)       | AB                     |
| 93                     | Philippe Gilbert (BEL)  | 3e                     |
| 94                     | Leif Hoste (BEL)        | 29e                    |
| 95                     | Sebastian Lang (GER)    | AB                     |
| 96                     | Jürgen Roelandts (BEL)  | 86e                    |
| 97                     | Staf Scheirlinckx (BEL) | 41e                    |
| 98                     | Greg Van Avermaet (BEL) | 39e                    |

| Rabobank RAB | Rabobank RAB              | Rabobank RAB |
| ------------ | ------------------------- | ------------ |
| Num          | Coureur                   | Pos          |
| 101          | Lars Boom (NED)           | 76e          |
| 102          | Rick Flens (NED)          | AB           |
| 103          | Sebastian Langeveld (NED) | 22e          |
| 104          | Tom Leezer (NED)          | AB           |
| 105          | Nick Nuyens (BEL)         | AB           |
| 106          | Joost Posthuma (NED)      | 85e          |
| 107          | Tom Stamsnijder (NED)     | AB           |
| 108          | Maarten Tjallingii (NED)  | 49e          |

| Team Sky SKY | Team Sky SKY              | Team Sky SKY |
| ------------ | ------------------------- | ------------ |
| Num          | Coureur                   | Pos          |
| 111          | Kurt Asle Arvesen (NOR)   | 52e          |
| 112          | Michael Barry (CAN)       | 77e          |
| 113          | Greg Henderson (NZL)      | AB           |
| 114          | Juan Antonio Flecha (ESP) | 34e          |
| 115          | Mathew Hayman (AUS)       | 13e          |
| 116          | Ian Stannard (GBR)        | 83e          |
| 117          | Christopher Sutton (AUS)  | 88e          |
| 118          | Geraint Thomas (GBR)      | 33e          |

| Garmin-Transitions GRM | Garmin-Transitions GRM  | Garmin-Transitions GRM |
| ---------------------- | ----------------------- | ---------------------- |
| Num                    | Coureur                 | Pos                    |
| 121                    | Julian Dean (NZL)       | AB                     |
| 122                    | Tyler Farrar (USA)      | 5e                     |
| 123                    | Matthew Wilson (AUS)    | AB                     |
| 124                    | Steven Cozza (USA)      | AB                     |
| 125                    | Martijn Maaskant (NED)  | 89e                    |
| 126                    | David Millar (GBR)      | 32e                    |
| 127                    | Svein Tuft (CAN)        | AB                     |
| 128                    | Johan Vansummeren (BEL) | 54e                    |

| HTC-Columbia THR | HTC-Columbia THR      | HTC-Columbia THR |
| ---------------- | --------------------- | ---------------- |
| Num              | Coureur               | Pos              |
| 131              | Lars Bak (DEN)        | 73e              |
| 132              | Mark Cavendish (GBR)  | AB               |
| 133              | Bernhard Eisel (AUT)  | 16e              |
| 134              | Matthew Goss (AUS)    | 90e              |
| 135              | Vicente Reynés (ESP)  | 67e              |
| 136              | Hayden Roulston (NZL) | 74e              |
| 137              | Marcel Sieberg (GER)  | 23e              |
| 138              | Martin Velits (SVK)   | AB               |

| Katusha KAT | Katusha KAT             | Katusha KAT |
| ----------- | ----------------------- | ----------- |
| Num         | Coureur                 | Pos         |
| 141         | Marco Bandiera (ITA)    | AB          |
| 142         | Maxime Vantomme (BEL)   | AB          |
| 143         | Sergueï Ivanov (RUS)    | 31e         |
| 144         | Mikhail Ignatiev (RUS)  | 50e         |
| 145         | Robbie McEwen (AUS)     | AB          |
| 146         | Mikhaylo Khalilov (UKR) | AB          |
| 147         | Nikolay Trusov (RUS)    | 87e         |
| 148         | Stijn Vandenbergh (BEL) | 12e         |

| Team Milram MRM | Team Milram MRM      | Team Milram MRM |
| --------------- | -------------------- | --------------- |
| Num             | Coureur              | Pos             |
| 151             | Wim De Vocht (BEL)   | AB              |
| 152             | Markus Eichler (GER) | AB              |
| 153             | Thomas Fothen (GER)  | AB              |
| 154             | Servais Knaven (NED) | AB              |
| 155             | Peter Wrolich (AUT)  | AB              |
| 156             | Paul Voss (GER)      | AB              |
| 157             | Roy Sentjens (BEL)   | 21e             |
| 158             | Niki Terpstra (NED)  | 45e             |

| Team RadioShack RSH | Team RadioShack RSH      | Team RadioShack RSH |
| ------------------- | ------------------------ | ------------------- |
| Num                 | Coureur                  | Pos                 |
| 161                 | Lance Armstrong (USA)    | 27e                 |
| 162                 | Tomas Vaitkus (LTU)      | AB                  |
| 163                 | Markel Irizar (ESP)      | AB                  |
| 164                 | Geoffroy Lequatre (FRA)  | 80e                 |
| 165                 | Dmitri Mouraviov (KAZ)   | 38e                 |
| 166                 | Yaroslav Popovych (UKR)  | AB                  |
| 167                 | Grégory Rast (SUI)       | 46e                 |
| 168                 | Sébastien Rosseler (BEL) | AB                  |

| Saxo Bank SAX | Saxo Bank SAX             | Saxo Bank SAX |
| ------------- | ------------------------- | ------------- |
| Num           | Coureur                   | Pos           |
| 171           | Fabian Cancellara (SUI)   | 1er           |
| 172           | Matti Breschel (DEN)      | 15e           |
| 173           | Baden Cooke (AUS)         | AB            |
| 174           | Frank Høj (DEN)           | 93e           |
| 175           | Anders Lund (DEN)         | AB            |
| 176           | Kasper Klostergaard (DEN) | 91e           |
| 177           | Gustav Larsson (SWE)      | 84e           |
| 178           | Stuart O'Grady (AUS)      | AB            |

| BBox Bouygues Telecom BTL | BBox Bouygues Telecom BTL | BBox Bouygues Telecom BTL |
| ------------------------- | ------------------------- | ------------------------- |
| Num                       | Coureur                   | Pos                       |
| 181                       | William Bonnet (FRA)      | 10e                       |
| 182                       | Steve Chainel (FRA)       | 17e                       |
| 183                       | Mathieu Claude (FRA)      | AB                        |
| 184                       | Yohann Gène (FRA)         | AB                        |
| 185                       | Damien Gaudin (FRA)       | AB                        |
| 186                       | Alexandre Pichot (FRA)    | 44e                       |
| 187                       | Sébastien Turgot (FRA)    | 78e                       |
| 188                       | Thomas Voeckler (FRA)     | 57e                       |

| BMC Racing Team BMC | BMC Racing Team BMC     | BMC Racing Team BMC |
| ------------------- | ----------------------- | ------------------- |
| Num                 | Coureur                 | Pos                 |
| 191                 | Alessandro Ballan (ITA) | 35e                 |
| 192                 | Marcus Burghardt (GER)  | 20e                 |
| 193                 | George Hincapie (USA)   | 6e                  |
| 194                 | Karsten Kroon (NED)     | 53e                 |
| 195                 | Martin Kohler (SUI)     | AB                  |
| 196                 | Michael Schär (SUI)     | 60e                 |
| 197                 | Jackson Stewart (USA)   | AB                  |
| 198                 | Danilo Wyss (SUI)       | AB                  |

| Cervélo TestTeam CTT | Cervélo TestTeam CTT   | Cervélo TestTeam CTT |
| -------------------- | ---------------------- | -------------------- |
| Num                  | Coureur                | Pos                  |
| 201                  | Roger Hammond (GBR)    | 7e                   |
| 202                  | Dominique Rollin (CAN) | 42e                  |
| 203                  | Jeremy Hunt (GBR)      | AB                   |
| 204                  | Thor Hushovd (NOR)     | 56e                  |
| 205                  | Martin Reimer (GER)    | AB                   |
| 206                  | Brett Lancaster (AUS)  | AB                   |
| 207                  | Daniel Lloyd (GBR)     | 55e                  |
| 208                  | Gabriel Rasch (NOR)    | AB                   |

| Landbouwkrediet LAN | Landbouwkrediet LAN     | Landbouwkrediet LAN |
| ------------------- | ----------------------- | ------------------- |
| Num                 | Coureur                 | Pos                 |
| 211                 | Frédéric Amorison (BEL) | 71e                 |
| 212                 | Koen Barbé (BEL)        | 58e                 |
| 213                 | David Boucher (FRA)     | AB                  |
| 214                 | Davy Commeyne (BEL)     | AB                  |
| 215                 | Bert De Waele (BEL)     | AB                  |
| 216                 | Kevin Neirynck (BEL)    | AB                  |
| 217                 | Bert Scheirlinckx (BEL) | 40e                 |
| 218                 | Geert Verheyen (BEL)    | AB                  |

| Skil-Shimano SKS | Skil-Shimano SKS       | Skil-Shimano SKS |
| ---------------- | ---------------------- | ---------------- |
| Num              | Coureur                | Pos              |
| 221              | Roy Curvers (NED)      | 82e              |
| 222              | Koen de Kort (NED)     | 36e              |
| 223              | Mitchell Docker (AUS)  | AB               |
| 224              | Floris Goesinnen (NED) | 68e              |
| 225              | Steve Houanard (FRA)   | AB               |
| 226              | Tom Veelers (NED)      | 81e              |
| 227              | Job Vissers (NED)      | AB               |
| 228              | Piet Rooijakkers (NED) | AB               |

| Topsport Vlaanderen-Mercator TSV | Topsport Vlaanderen-Mercator TSV | Topsport Vlaanderen-Mercator TSV |
| -------------------------------- | -------------------------------- | -------------------------------- |
| Num                              | Coureur                          | Pos                              |
| 231                              | Johan Coenen (BEL)               | AB                               |
| 232                              | Thomas De Gendt (BEL)            | AB                               |
| 233                              | Pieter Jacobs (BEL)              | AB                               |
| 234                              | Klaas Lodewyck (BEL)             | AB                               |
| 235                              | Geert Steurs (BEL)               | AB                               |
| 236                              | Maarten Neyens (BEL)             | AB                               |
| 237                              | Sep Vanmarcke (BEL)              | 61e                              |
| 238                              | Steven Van Vooren (BEL)          | AB                               |

| Vacansoleil VAC | Vacansoleil VAC         | Vacansoleil VAC |
| --------------- | ----------------------- | --------------- |
| Num             | Coureur                 | Pos             |
| 241             | Wouter Mol (NED)        | AB              |
| 242             | Joost van Leijen (NED)  | 94e             |
| 243             | Johnny Hoogerland (NED) | 11e             |
| 244             | Björn Leukemans (BEL)   | 4e              |
| 245             | Marco Marcato (ITA)     | 69e             |
| 246             | Jens Mouris (NED)       | AB              |
| 247             | Bobbie Traksel (NED)    | 59e             |
| 248             | Lieuwe Westra (NED)     | 92e             |

| Quick Step QST | Quick Step QST         | Quick Step QST |
| -------------- | ---------------------- | -------------- |
| Num            | Coureur                | Pos            |
| 1              | Stijn Devolder (BEL)   | 25e            |
| 2              | Tom Boonen (BEL)       | 2e             |
| 3              | Sylvain Chavanel (FRA) | 24e            |
| 4              | Kevin De Weert (BEL)   | 79e            |
| 5              | Kevin Hulsmans (BEL)   | AB             |
| 6              | Matteo Tosatto (ITA)   | 62e            |
| 7              | Carlos Barredo (ESP)   | 52e            |
| 8              | Maarten Wynants (BEL)  | 19e            |

| AG2R La Mondiale ALM | AG2R La Mondiale ALM    | AG2R La Mondiale ALM |
| -------------------- | ----------------------- | -------------------- |
| Num                  | Coureur                 | Pos                  |
| 11                   | Julien Bérard (FRA)     | AB                   |
| 12                   | Ben Gastauer (LUX)      | AB                   |
| 13                   | Kristof Goddaert (BEL)  | AB                   |
| 14                   | Sébastien Hinault (FRA) | 26e                  |
| 15                   | Lloyd Mondory (FRA)     | 14e                  |
| 16                   | Anthony Ravard (FRA)    | AB                   |
| 17                   | Nicolas Rousseau (FRA)  | AB                   |

| Astana AST | Astana AST               | Astana AST |
| ---------- | ------------------------ | ---------- |
| Num        | Coureur                  | Pos        |
| 21         | Scott Davis (AUS)        | AB         |
| 22         | Allan Davis (AUS)        | 65e        |
| 23         | Valeriy Dmitriyev (KAZ)  | AB         |
| 24         | Enrico Gasparotto (ITA)  | AB         |
| 25         | Andriy Grivko (UKR)      | 66e        |
| 26         | Maxim Iglinskiy (KAZ)    | 8e         |
| 27         | Valentin Iglinskiy (KAZ) | AB         |
| 28         | Mirko Selvaggi (ITA)     | 63e        |

| Caisse d'Épargne GCE | Caisse d'Épargne GCE             | Caisse d'Épargne GCE |
| -------------------- | -------------------------------- | -------------------- |
| Num                  | Coureur                          | Pos                  |
| 31                   | Luis Pasamontes (ESP)            | AB                   |
| 32                   | Arnaud Coyot (FRA)               | AB                   |
| 33                   | Mathieu Drujon (FRA)             | AB                   |
| 34                   | Imanol Erviti (ESP)              | AB                   |
| 35                   | Rui Costa (POR)                  | AB                   |
| 36                   | José Iván Gutiérrez (ESP)        | AB                   |
| 37                   | José Vicente García Acosta (ESP) | AB                   |
| 38                   | José Joaquín Rojas (ESP)         | 37e                  |

| Euskaltel-Euskadi EUS | Euskaltel-Euskadi EUS      | Euskaltel-Euskadi EUS |
| --------------------- | -------------------------- | --------------------- |
| Num                   | Coureur                    | Pos                   |
| 41                    | Javier Aramendia (ESP)     | 64e                   |
| 42                    | Sergio de Lis (ESP)        | AB                    |
| 43                    | Jonathan Castroviejo (ESP) | AB                    |
| 44                    | Aitor Galdós (ESP)         | AB                    |
| 45                    | Iñaki Isasi (ESP)          | AB                    |
| 46                    | Gorka Izagirre (ESP)       | AB                    |
| 47                    | Romain Sicard (FRA)        | AB                    |
| 48                    | Pablo Urtasun (ESP)        | AB                    |

| Footon-Servetto FOT | Footon-Servetto FOT             | Footon-Servetto FOT |
| ------------------- | ------------------------------- | ------------------- |
| Num                 | Coureur                         | Pos                 |
| 51                  | Fabio Felline (ITA)             | AB                  |
| 52                  | Ermanno Capelli (ITA)           | AB                  |
| 53                  | Manuel António Cardoso (POR)    | AB                  |
| 54                  | Félix Vidal Celis (ESP)         | AB                  |
| 55                  | Thomas Patrick Faiers (GBR)     | AB                  |
| 56                  | Johnnie Walker (AUS)            | AB                  |
| 57                  | Michele Merlo (ITA)             | AB                  |
| 58                  | David Gutiérrez Gutiérrez (ESP) | AB                  |

| La Française des jeux FDJ | La Française des jeux FDJ | La Française des jeux FDJ |
| ------------------------- | ------------------------- | ------------------------- |
| Num                       | Coureur                   | Pos                       |
| 61                        | Olivier Bonnaire (FRA)    | AB                        |
| 62                        | Sébastien Chavanel (FRA)  | AB                        |
| 63                        | Mikaël Cherel (FRA)       | AB                        |
| 64                        | Anthony Geslin (FRA)      | AB                        |
| 65                        | Frédéric Guesdon (FRA)    | 18e                       |
| 66                        | Yauheni Hutarovich (BLR)  | AB                        |
| 67                        | Matthieu Ladagnous (FRA)  | 51e                       |
| 68                        | Yoann Offredo (FRA)       | 75e                       |

| Lampre-Farnese Vini LAM | Lampre-Farnese Vini LAM | Lampre-Farnese Vini LAM |
| ----------------------- | ----------------------- | ----------------------- |
| Num                     | Coureur                 | Pos                     |
| 71                      | Alfredo Balloni (ITA)   | AB                      |
| 73                      | Marcin Sapa (POL)       | AB                      |
| 74                      | Vitaliy Buts (UKR)      | AB                      |
| 75                      | Mauro Da Dalto (ITA)    | 70e                     |
| 76                      | Danilo Hondo (GER)      | 9e                      |
| 77                      | Mirco Lorenzetto (ITA)  | AB                      |
| 78                      | Simon Špilak (SLO)      | 30e                     |

| Liquigas-Doimo LIQ | Liquigas-Doimo LIQ          | Liquigas-Doimo LIQ |
| ------------------ | --------------------------- | ------------------ |
| Num                | Coureur                     | Pos                |
| 81                 | Daniele Bennati (ITA)       | AB                 |
| 82                 | Tiziano Dall'Antonia (ITA)  | 72e                |
| 83                 | Jacopo Guarnieri (ITA)      | AB                 |
| 84                 | Aliaksandr Kuschynski (BLR) | AB                 |
| 85                 | Daniel Oss (ITA)            | 28e                |
| 86                 | Manuel Quinziato (ITA)      | 48e                |
| 87                 | Fabio Sabatini (ITA)        | 43e                |
| 88                 | Frederik Willems (BEL)      | 47e                |

| Omega Pharma-Lotto OLO | Omega Pharma-Lotto OLO  | Omega Pharma-Lotto OLO |
| ---------------------- | ----------------------- | ---------------------- |
| Num                    | Coureur                 | Pos                    |
| 91                     | Mickaël Delage (FRA)    | AB                     |
| 92                     | Adam Blythe (GBR)       | AB                     |
| 93                     | Philippe Gilbert (BEL)  | 3e                     |
| 94                     | Leif Hoste (BEL)        | 29e                    |
| 95                     | Sebastian Lang (GER)    | AB                     |
| 96                     | Jürgen Roelandts (BEL)  | 86e                    |
| 97                     | Staf Scheirlinckx (BEL) | 41e                    |
| 98                     | Greg Van Avermaet (BEL) | 39e                    |

| Rabobank RAB | Rabobank RAB              | Rabobank RAB |
| ------------ | ------------------------- | ------------ |
| Num          | Coureur                   | Pos          |
| 101          | Lars Boom (NED)           | 76e          |
| 102          | Rick Flens (NED)          | AB           |
| 103          | Sebastian Langeveld (NED) | 22e          |
| 104          | Tom Leezer (NED)          | AB           |
| 105          | Nick Nuyens (BEL)         | AB           |
| 106          | Joost Posthuma (NED)      | 85e          |
| 107          | Tom Stamsnijder (NED)     | AB           |
| 108          | Maarten Tjallingii (NED)  | 49e          |

| Team Sky SKY | Team Sky SKY              | Team Sky SKY |
| ------------ | ------------------------- | ------------ |
| Num          | Coureur                   | Pos          |
| 111          | Kurt Asle Arvesen (NOR)   | 52e          |
| 112          | Michael Barry (CAN)       | 77e          |
| 113          | Greg Henderson (NZL)      | AB           |
| 114          | Juan Antonio Flecha (ESP) | 34e          |
| 115          | Mathew Hayman (AUS)       | 13e          |
| 116          | Ian Stannard (GBR)        | 83e          |
| 117          | Christopher Sutton (AUS)  | 88e          |
| 118          | Geraint Thomas (GBR)      | 33e          |

| Garmin-Transitions GRM | Garmin-Transitions GRM  | Garmin-Transitions GRM |
| ---------------------- | ----------------------- | ---------------------- |
| Num                    | Coureur                 | Pos                    |
| 121                    | Julian Dean (NZL)       | AB                     |
| 122                    | Tyler Farrar (USA)      | 5e                     |
| 123                    | Matthew Wilson (AUS)    | AB                     |
| 124                    | Steven Cozza (USA)      | AB                     |
| 125                    | Martijn Maaskant (NED)  | 89e                    |
| 126                    | David Millar (GBR)      | 32e                    |
| 127                    | Svein Tuft (CAN)        | AB                     |
| 128                    | Johan Vansummeren (BEL) | 54e                    |

| HTC-Columbia THR | HTC-Columbia THR      | HTC-Columbia THR |
| ---------------- | --------------------- | ---------------- |
| Num              | Coureur               | Pos              |
| 131              | Lars Bak (DEN)        | 73e              |
| 132              | Mark Cavendish (GBR)  | AB               |
| 133              | Bernhard Eisel (AUT)  | 16e              |
| 134              | Matthew Goss (AUS)    | 90e              |
| 135              | Vicente Reynés (ESP)  | 67e              |
| 136              | Hayden Roulston (NZL) | 74e              |
| 137              | Marcel Sieberg (GER)  | 23e              |
| 138              | Martin Velits (SVK)   | AB               |

| Katusha KAT | Katusha KAT             | Katusha KAT |
| ----------- | ----------------------- | ----------- |
| Num         | Coureur                 | Pos         |
| 141         | Marco Bandiera (ITA)    | AB          |
| 142         | Maxime Vantomme (BEL)   | AB          |
| 143         | Sergueï Ivanov (RUS)    | 31e         |
| 144         | Mikhail Ignatiev (RUS)  | 50e         |
| 145         | Robbie McEwen (AUS)     | AB          |
| 146         | Mikhaylo Khalilov (UKR) | AB          |
| 147         | Nikolay Trusov (RUS)    | 87e         |
| 148         | Stijn Vandenbergh (BEL) | 12e         |

| Team Milram MRM | Team Milram MRM      | Team Milram MRM |
| --------------- | -------------------- | --------------- |
| Num             | Coureur              | Pos             |
| 151             | Wim De Vocht (BEL)   | AB              |
| 152             | Markus Eichler (GER) | AB              |
| 153             | Thomas Fothen (GER)  | AB              |
| 154             | Servais Knaven (NED) | AB              |
| 155             | Peter Wrolich (AUT)  | AB              |
| 156             | Paul Voss (GER)      | AB              |
| 157             | Roy Sentjens (BEL)   | 21e             |
| 158             | Niki Terpstra (NED)  | 45e             |

| Team RadioShack RSH | Team RadioShack RSH      | Team RadioShack RSH |
| ------------------- | ------------------------ | ------------------- |
| Num                 | Coureur                  | Pos                 |
| 161                 | Lance Armstrong (USA)    | 27e                 |
| 162                 | Tomas Vaitkus (LTU)      | AB                  |
| 163                 | Markel Irizar (ESP)      | AB                  |
| 164                 | Geoffroy Lequatre (FRA)  | 80e                 |
| 165                 | Dmitri Mouraviov (KAZ)   | 38e                 |
| 166                 | Yaroslav Popovych (UKR)  | AB                  |
| 167                 | Grégory Rast (SUI)       | 46e                 |
| 168                 | Sébastien Rosseler (BEL) | AB                  |

| Saxo Bank SAX | Saxo Bank SAX             | Saxo Bank SAX |
| ------------- | ------------------------- | ------------- |
| Num           | Coureur                   | Pos           |
| 171           | Fabian Cancellara (SUI)   | 1er           |
| 172           | Matti Breschel (DEN)      | 15e           |
| 173           | Baden Cooke (AUS)         | AB            |
| 174           | Frank Høj (DEN)           | 93e           |
| 175           | Anders Lund (DEN)         | AB            |
| 176           | Kasper Klostergaard (DEN) | 91e           |
| 177           | Gustav Larsson (SWE)      | 84e           |
| 178           | Stuart O'Grady (AUS)      | AB            |

| BBox Bouygues Telecom BTL | BBox Bouygues Telecom BTL | BBox Bouygues Telecom BTL |
| ------------------------- | ------------------------- | ------------------------- |
| Num                       | Coureur                   | Pos                       |
| 181                       | William Bonnet (FRA)      | 10e                       |
| 182                       | Steve Chainel (FRA)       | 17e                       |
| 183                       | Mathieu Claude (FRA)      | AB                        |
| 184                       | Yohann Gène (FRA)         | AB                        |
| 185                       | Damien Gaudin (FRA)       | AB                        |
| 186                       | Alexandre Pichot (FRA)    | 44e                       |
| 187                       | Sébastien Turgot (FRA)    | 78e                       |
| 188                       | Thomas Voeckler (FRA)     | 57e                       |

| BMC Racing Team BMC | BMC Racing Team BMC     | BMC Racing Team BMC |
| ------------------- | ----------------------- | ------------------- |
| Num                 | Coureur                 | Pos                 |
| 191                 | Alessandro Ballan (ITA) | 35e                 |
| 192                 | Marcus Burghardt (GER)  | 20e                 |
| 193                 | George Hincapie (USA)   | 6e                  |
| 194                 | Karsten Kroon (NED)     | 53e                 |
| 195                 | Martin Kohler (SUI)     | AB                  |
| 196                 | Michael Schär (SUI)     | 60e                 |
| 197                 | Jackson Stewart (USA)   | AB                  |
| 198                 | Danilo Wyss (SUI)       | AB                  |

| Cervélo TestTeam CTT | Cervélo TestTeam CTT   | Cervélo TestTeam CTT |
| -------------------- | ---------------------- | -------------------- |
| Num                  | Coureur                | Pos                  |
| 201                  | Roger Hammond (GBR)    | 7e                   |
| 202                  | Dominique Rollin (CAN) | 42e                  |
| 203                  | Jeremy Hunt (GBR)      | AB                   |
| 204                  | Thor Hushovd (NOR)     | 56e                  |
| 205                  | Martin Reimer (GER)    | AB                   |
| 206                  | Brett Lancaster (AUS)  | AB                   |
| 207                  | Daniel Lloyd (GBR)     | 55e                  |
| 208                  | Gabriel Rasch (NOR)    | AB                   |

| Landbouwkrediet LAN | Landbouwkrediet LAN     | Landbouwkrediet LAN |
| ------------------- | ----------------------- | ------------------- |
| Num                 | Coureur                 | Pos                 |
| 211                 | Frédéric Amorison (BEL) | 71e                 |
| 212                 | Koen Barbé (BEL)        | 58e                 |
| 213                 | David Boucher (FRA)     | AB                  |
| 214                 | Davy Commeyne (BEL)     | AB                  |
| 215                 | Bert De Waele (BEL)     | AB                  |
| 216                 | Kevin Neirynck (BEL)    | AB                  |
| 217                 | Bert Scheirlinckx (BEL) | 40e                 |
| 218                 | Geert Verheyen (BEL)    | AB                  |

| Skil-Shimano SKS | Skil-Shimano SKS       | Skil-Shimano SKS |
| ---------------- | ---------------------- | ---------------- |
| Num              | Coureur                | Pos              |
| 221              | Roy Curvers (NED)      | 82e              |
| 222              | Koen de Kort (NED)     | 36e              |
| 223              | Mitchell Docker (AUS)  | AB               |
| 224              | Floris Goesinnen (NED) | 68e              |
| 225              | Steve Houanard (FRA)   | AB               |
| 226              | Tom Veelers (NED)      | 81e              |
| 227              | Job Vissers (NED)      | AB               |
| 228              | Piet Rooijakkers (NED) | AB               |

| Topsport Vlaanderen-Mercator TSV | Topsport Vlaanderen-Mercator TSV | Topsport Vlaanderen-Mercator TSV |
| -------------------------------- | -------------------------------- | -------------------------------- |
| Num                              | Coureur                          | Pos                              |
| 231                              | Johan Coenen (BEL)               | AB                               |
| 232                              | Thomas De Gendt (BEL)            | AB                               |
| 233                              | Pieter Jacobs (BEL)              | AB                               |
| 234                              | Klaas Lodewyck (BEL)             | AB                               |
| 235                              | Geert Steurs (BEL)               | AB                               |
| 236                              | Maarten Neyens (BEL)             | AB                               |
| 237                              | Sep Vanmarcke (BEL)              | 61e                              |
| 238                              | Steven Van Vooren (BEL)          | AB                               |

| Vacansoleil VAC | Vacansoleil VAC         | Vacansoleil VAC |
| --------------- | ----------------------- | --------------- |
| Num             | Coureur                 | Pos             |
| 241             | Wouter Mol (NED)        | AB              |
| 242             | Joost van Leijen (NED)  | 94e             |
| 243             | Johnny Hoogerland (NED) | 11e             |
| 244             | Björn Leukemans (BEL)   | 4e              |
| 245             | Marco Marcato (ITA)     | 69e             |
| 246             | Jens Mouris (NED)       | AB              |
| 247             | Bobbie Traksel (NED)    | 59e             |
| 248             | Lieuwe Westra (NED)     | 92e             |

Liste de départ complète